# Національна жіноча баскетбольна асоціація
Жіноча національна баскетбольна асоціація (англ. Women's National Basketball Association, WNBA) — жіноча професійна баскетбольная ліга США. Була заснована 22 квітня 1996 року як аналог чоловічої Національної баскетбольної асоціації, а перший сезон провела у 1997 році.